# Ralf Borttscheller

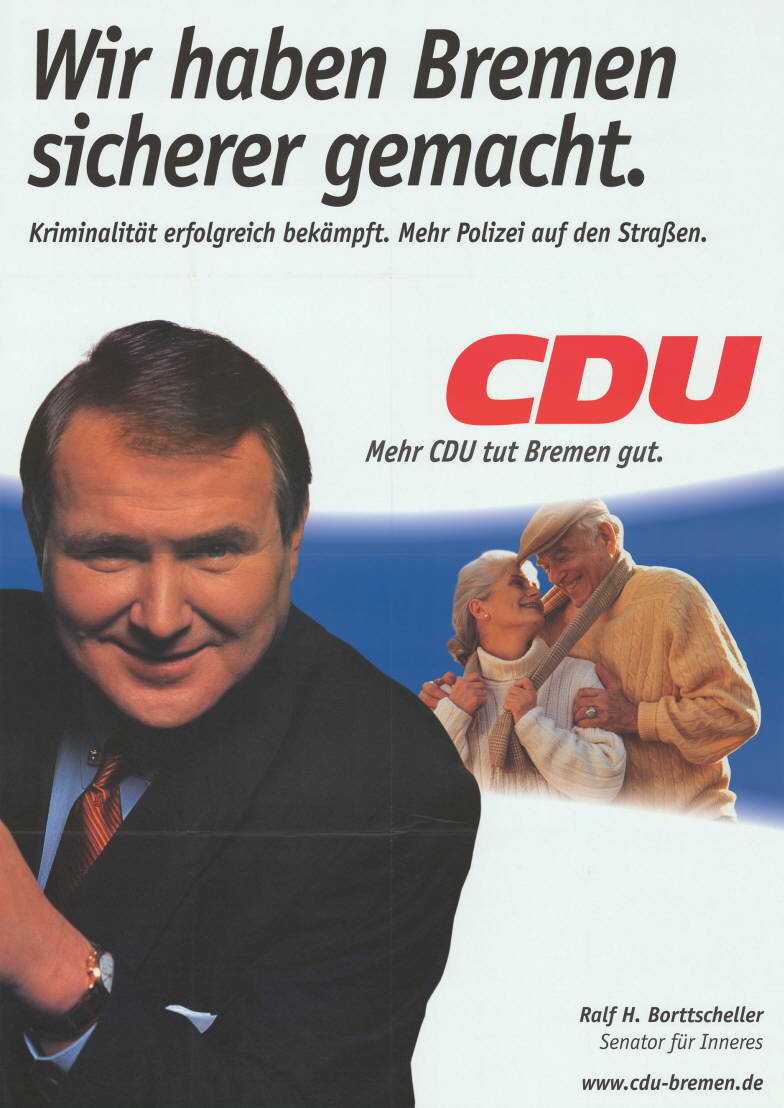
Ralf Borttscheller auf einem Bürgerschaftswahlplakat 1999

Ralf H. Borttscheller (* 6. April 1945 in Hoberge) ist ein deutscher Jurist und Politiker (CDU).

## Ausbildung und Beruf
Borttscheller ist der Sohn des Journalisten und Senators Georg Borttscheller (FDP). Nach dem Abitur 1964 am Gymnasium begann Borttscheller ein Studium der Rechtswissenschaften an der Christian-Albrechts-Universität zu Kiel und absolvierte 1965/66 einen Auslandsaufenthalt mit angeschlossenem Praktikum in New York. Danach wechselte er an die Georg-August-Universität Göttingen, legte 1970 das erste juristische Staatsexamen ab und war Gerichtsreferendar in Bremen. Er beendete sein Studium 1973 mit dem zweiten juristischen Staatsexamen in Hamburg, wurde im Anschluss als selbständiger Rechtsanwalt tätig und erhielt 1979 seine Berufung zum Notar.

## Politik und Senator für Inneres bis 1999
Borttscheller trat 1978 in die CDU ein und wurde 1992 zum Vorsitzenden des CDU-Kreisverbandes Bremen-Stadt gewählt.
Er war von 1979 bis 1995 sowie von 1999 bis 2003 Mitglied der Bremischen Bürgerschaft.
Vom 4. Juli 1995 bis zum 14. Juli 1999 amtierte er als Senator für Inneres in dem von Bürgermeister Henning Scherf geführten Senat der Freien Hansestadt Bremen. Er war Nachfolger von Senator Friedrich van Nispen (FDP); ihm folgte Senator Bernt Schulte (CDU).
Innenpolitisch agierte Borttscheller konservativ, u. a. als stellte er sich 1999 vehement gegen die „Homo-Ehe“. und angesichts steigender Jugendkriminalität sah er Eltern in der Pflicht, ihren Kindern wieder mehr „christliche Werte (zu) vermitteln“.

## Kauf der Nord Finanz Bank
Ende Juli 1996 kaufte Borttscheller – als Innensenator – zusammen mit dem ebenfalls amtierenden Finanzsenator Ulrich Nölle die Nord Finanz Bank – „beide, wie sie mehrfach betonten, als Privatpersonen. Nölle und seine Ehefrau hielten damals wie Bank-Vorstand Hans-Jörg Kern und seine Gattin jeweils 20,6 Prozent an dem Haus, Bortscheller und der damalige Nord-Finanz-Vorstand Jörn-Michael Gauß übernahmen jeweils 8,8 Prozent.“. Beide hatten zuvor auch Geschäfte mit der gemeinsamen Baufirma Nordgrund versucht – und waren wegen dubioser Geschäftspraktiken in die Schlagzeilen geraten. Seine umstrittenen Geschäftsanteile verkaufte er 1998 u. a. an Ulrich Nölle, der sich später vor dem Zugriff der Justiz nach Mallorca absetzte.

## Tätigkeit als Rechtsanwalt und Notar 1999 – 2008
Nach seinem Ausscheiden aus dem Senat kehrte Borttscheller wieder in seinen Anwaltsberuf zurück. Erneut in die Schlagzeilen geriet er 2001 wegen seiner Tätigkeit als Notar. Die Justizbehörde prüfte damals, ob ein sogenannter Vermögensverfall (§ 33 Nr. 6 GVG) bei ihm vorlag. Das Verfahren war eingeleitet worden, weil Notare nicht verschuldet sein dürfen, um fern jeder Versuchung zu sein. Im Mai 2004 beantragte er selbst seine Entlassung aus dem Amt als Notar, da der Notarsenat des Oberlandesgerichts gegen ihn ermittelte.
2005 ermittelte die Generalstaatsanwaltschaft in Bremen gegen Borttscheller wegen eines gefälschten Schecks über 500 000 englische Pfund, den Borttscheller im Auftrag eines Mandanten bei einer Bremer Bank eingereicht hatte. Die Ermittlungen richteten sich in erster Linie gegen Borttschellers Mandanten und dessen Geschäftspartner. Borttscheller habe möglicherweise „lediglich gutgläubig ein Anderkonto eingerichtet und darüber einen Scheck eingereicht, der zunächst sogar von der bezogenen Bank in London gutgeschrieben wurde“.
Borttscheller ging Mitte 2008 in den Ruhestand.

## Insolvenzverfahren 2010
Am 19. März 2010 wurde ein Insolvenzverfahren gegen ihn vom Amtsgericht Bremen eröffnet. Nach Auskunft seines Anwalts Christian Volkmann, seien Verbindlichkeiten aus 'desaströsen Immobiliengeschäften' offen geblieben.

## Privates
Er ist verheiratet mit Edith „Ditha“ Borttscheller, die zusammen mit ihrem Mann in die Schlagzeilen geraten war, „weil sie für die Baufirma Nordgrund unter einer Briefkasten-Adresse in der Bremer Kurfürsten-Allee als „geschäftsführende Gesellschafterin“ firmierte“ wobei sie ihre Funktion als alleinige Geschäftsführerin nicht ausübte, „kassierte aber ordentliche Geld dafür“. Das Paar hat zwei Kinder.

## Mitgliedschaften
Borttscheller ist seit 1982 Vorsitzender des Landesarbeitskreises Christlich Demokratischer Juristen (LACDJ) und seit 1989 Mitglied des Bundesvorstandes Christlich Demokratischer Juristen (BACDJ).